# Teatro degli Industri
Le Teatro degli Industri est le bâtiment de Grosseto en Italie, qui héberge son opéra.

## Historique
Avec une capacité de 350 places dont l'origine remonte à 1819, un salon avait été construit dans l'Académie degli Industri, pour accueillir 500 spectateurs. Modifié entre 1888 et 1892 par l'architecte Augusto Corbi (it), une salle en fer à cheval fut réalisée pour accueillir 800 spectateurs. Devenu privé (société Bernieri en 1928), l'opéra subit des aménagements dans le hall d'entrée, au bar et sur la façade, qui fut entièrement refaite. En 1938, l'Académie céda la propriété à la commune qui, après guerre, en fit une salle de cinéma. En 1966, les dégradations étaient telles que de nombreux travaux  furent nécessaires pour restaurer son aspect initial. Des travaux de mise aux normes furent effectués en 1989 et 1990.